# Antiga Grande Bulgária
Grande Bulgária ou Antiga Grande Bulgária (grego bizantino: Παλαιά Μεγάλη Βουλγαρία, Palaiá Megálē Boulgaría) era um termo utilizado pelos historiadores bizantinos para fazer referência ao canato búlgaro meciano na época de Cubrato (século VII) cuja capital era Fanagória, a norte da cordilheira do Cáucaso na estepe euroasiática entre o rio Dniestre e o baixo Volga.

## Cubrato
Cubrato era membro do clã Dulo, de ascendência real, e o herdeiro legítimo do trono búlgaro. Ele passou sua adolescência no Império Bizantino, onde foi educado e batizado, enquanto seu tio materno, Organa, governava sua tribo.
Por volta de 628, Cubrato retornou à sua terra natal para se tornar o grão-cã dos hunos da Crimeia com o apoio dos onogures, adversários históricos do Grão-Canato Avar europeu. Se já não fora feito por seus predecessores, aliados pela primeira vez com os bizantinos, Cubrato rapidamente conseguiu eliminar o domínio ávaro, estendendo a influência dos onogures entre os búlgaros da Panônia (o futuro território da Hungria). No final, porém, embora não exista evidência de que os utigures fossem independentes dos onogures até depois da desintegração do governo de Cubrato, acredita-se que eles se separaram dos onogures durante um conflito dinástico. Depois do enterro de Cubrato em Pereschepina, os cazares, que haviam triunfado depois do colapso da Onogúria, subjugaram o herdeiro de Cubrato, Beano, forçando seus outros filhos a fugir para a região ao norte do Volga (Cotrago), para oeste, nos Bálcãs (Cuber e Asparuque) e para a Itália (Alzeco).

## Fundação

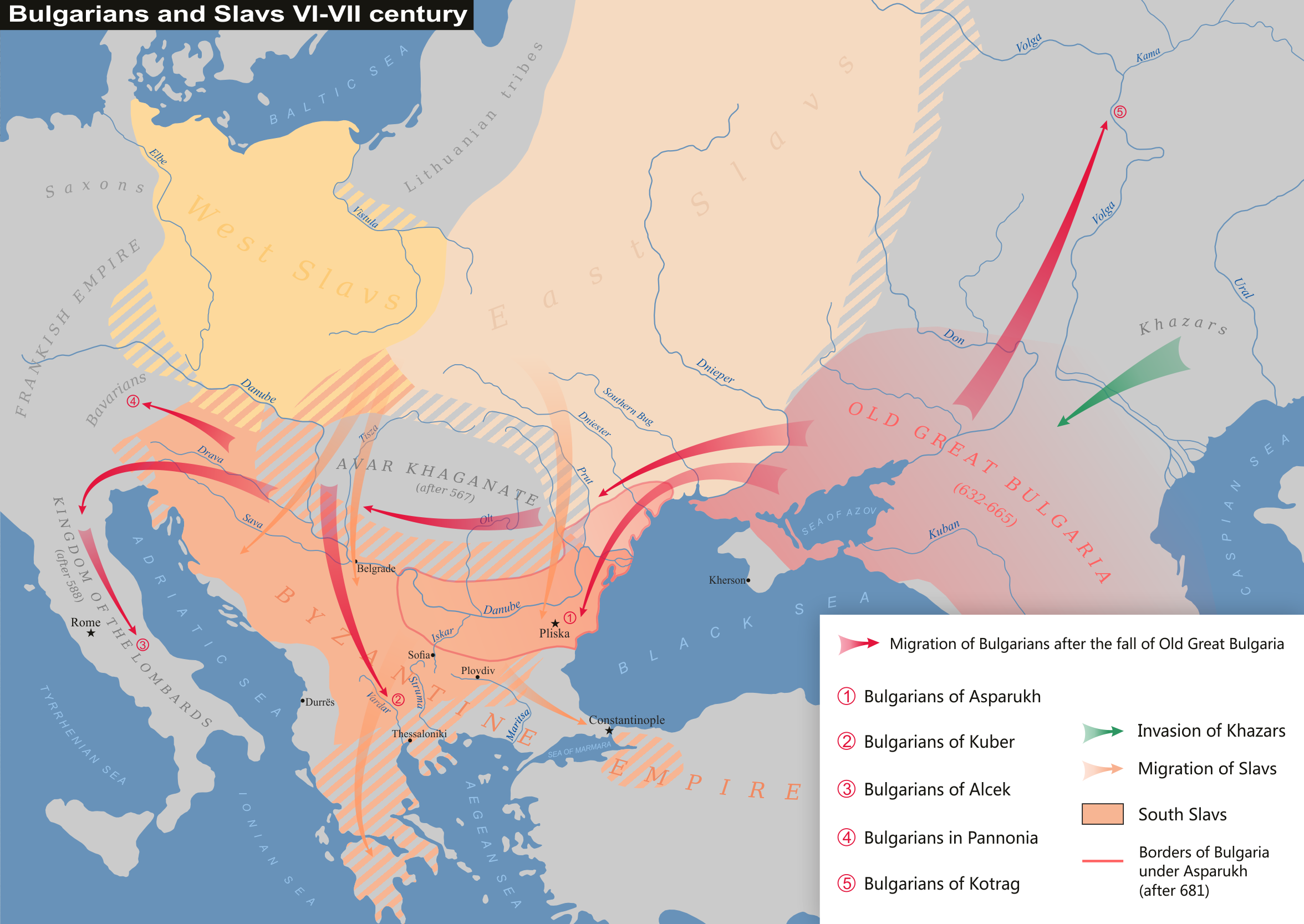
Búlgaros e eslavos nos séculos VI-VII

Entre 630 e 635 o cã Cubrato conseguiu unir as duas principais tribos búlgaras, os cutrigures e os utigures, sob uma única bandeira, criando uma poderosa confederação que é chamada pelos autores medievais de "Antiga Grande Bulgária" ou Onogundur - "Império Búlgaro" (ou, no ocidente, "Onogúria"). Alguns acadêmicos assumem entre os súditos da Bulgária os derrotados ávaros e estendiam o território de Cubrato até a planície da Panônia. Presume-se que a capital da Antiga Bulgária seja a velha cidade de Fanagória, na península de Taman. O túmulo de Cubrato foi descoberto em 1912 em Pereschepina, na Ucrânia.

## Desintegração e Estados sucessores
Os eventos que se desenrolaram depois da morte de Cubrato foram descritos pelo patriarca de Constantinopla Nicéforo I. Nos tempos do imperador bizantino Constantino IV, segundo Nicéforo, Cubrato morreu e Beano, o mais velho de seus cinco filhos, ficou encarregado de seus domínios. Sob forte pressão cazar, os demais filhos de Cubrato desobedeceram o conselho do pai - que queria que eles ficassem juntos para resistir aos inimigos - logo partiram, levando consigo suas tribos. A Antiga Grande Bulgária se desintegrou completamente por causa da pressão cazar em 668.

### Búlgaros do Volga
Cotrago, o líder dos cutrigures (cotragues), fugiu para o médio Volga, onde ele futuramente fundaria a Bulgária do Volga na confluência dos rios Volga e Kama, um estado que se tornaria muito próspero. Os búlgaros do volga (ou "búlgaros prateados" - bessermens), se converteram voluntariamente ao islã no século IX e conseguiram manter sua identidade nacional até o século XIII, expulsando os mongóis em 1223. Porém, eles acabaram sendo dominados e sua capital, Bolgar, se tornou uma das grandes cidades dos mongóis da Horda Dourada. Os búlgaros se misturaram com os tártaros e os atuais cidadãos das repúblicas russas do Tartaristão e da Chuváchia são descendentes destes búlgaros.

### Búlgaros em Voivodina e na Macedônia
Cuber governou em Sírmio sobre um grupo misto de povos (búlgaros, "romanos", eslavos, germânicos) como vassalo do grão-cã ávaro. Depois de uma revolta, ele liderou seu povo até a Macedônia, onde se assentaram na região de Ceremisia e tentaram, sem sucesso, capturar a cidade de Tessalônica. Depois disso, Cuber desaparece completamente do registro histórico e seu povo acabou posteriormente sendo incorporado ao Império Búlgaro pelo cã Crum.

### Búlgaros no sul da Itália

Búlgaros no sul da Itália (séculos VI-VII)

Por volta de 662, outros búlgaros, liderados pelo seu "duque Alzeco" (Altsek), buscaram refúgios dos ávaros entre os lombardos e exigiram terras do rei Grimoaldo I de Benevento em troca de serviço militar "por motivos incertos". Eles foram assentados inicialmente perto de Ravena e depois se mudaram para o sul da península. Grimoaldo enviou Alzeco e seus seguidores ao seu filho, Romualdo, e eles receberam terras a nordeste de Nápoles, "nas espaçosas, mas até então, desertas" cidades de Sepino, Boviano (Bojano) e Isérnia, onde hoje está a região de Molise, nos Apeninos. Ao invés do título de duque, Alzeco recebeu o título lombardo de "gastaldo". Paulo, o Diácono, em sua "Historia Langobardorum", escrevendo depois de 787, afirma que búlgaros ainda moravam na região e, mesmo falando "latim", "eles não abandonaram o uso de sua própria língua".
Escavações perto da necrópole de Vicenne-Campochiaro, perto de Boviano, que data do século VII, encontraram, dentre mais de 130 enterros, 13 humanos, o resto de cavalos e artefatos de procedência germânica e ávara Horse burials are characteristic of Central Asian horse-nomads, and therefore these burials are clearly those of the Bulgar settlers of Molise and Campania.

### Búlgaros do Cáucaso - Bálcãs
O povo de Beano, os chamados "búlgaros negros", permaneceram em sua terra natal e foram rapidamente subjugados pelos cazares. Alguns acreditam que os atuais Balcãs são descendentes da horda de Beano, mesmo que eles se chamem internamente de malcares (em homenagem ao rio Malka) e falem um língua túrquica do tipo quipchaco.

### Primeiro Império Búlgaro
Depois que seu país se desintegrou sob o ataque cazar em 668, Asparuque se separou dos irmãos e liderou alguns dos búlgaros para um novo lar. Sua horda tinha entre 30 000 e 50 000 pessoas. Depois da Batalha de Ongal, Asparuque fundou o Primeiro Império Búlgaro, que foi oficialmente reconhecido como um estado independente pelo Império Bizantino em 681.